# Sky Airline
Sky Airline — чилійська авіакомпанія зі штаб-квартирою в Сантьяго, другий за величиною комерційний авіаперевізник Чилі після національної авіакомпанії LAN Airlines.
Портом приписки авіакомпанії і її головним транзитним вузлом (хабом) є столичний міжнародний аеропорт імені коммодора Артуро Меріно Бенітеса.
Sky Airline обслуговує регулярні внутрішні та міжнародні перевезення в Аргентину, Бразилію, Перу, Болівії, і чартерні напрямку по всій Південній Америці.

## Історія
Контроль над авіакомпанією знаходиться у її засновника Юргена Паульмана, брата мільярдера Хорста Паульмана. Sky Airline була заснована в грудні 2001 року і початку операційну діяльність у червні наступного року з виконання рейсів між Сантьяго і аеропортами північній частині Чилі. У 2005 році авіаперевізник став повноправним членом IATA.
У квітні 2009 року компанія уклала партнерську угоду з національною авіакомпанією Аргентини Aerolineas Argentinas, в рамках якого обидва перевізника змогли користуватися офісами та електронними системами один одного.
У 2011 році Sky Airline уклала код-шерінгову угоду з TACA Airlines на спільне виконання рейсів усередині Чилі і між країнами обох авіакомпаній (Чилі, Колумбією). В наступному році аналогічний договір був підписаний з партнером TACA Airlines — національною авіакомпанією Колумбії Avianca.
У зв'язку зі злиттям LAN Airlines і TAM Airlines і згідно з антимонопольним законодавством, у березні 2014 року Sky Airline отримала від LAN два щоденних слоти на регулярний маршрут між Сантьяго і міжнародним аеропортом Гуарульос в Сан-Паулу.

## Техобслуговування
Технічним обслуговуванням повітряних судів перевізника займається компанія «AIRMAN», що базується в міжнародному аеропорту Сантьяго.

## Маршрутна мережа

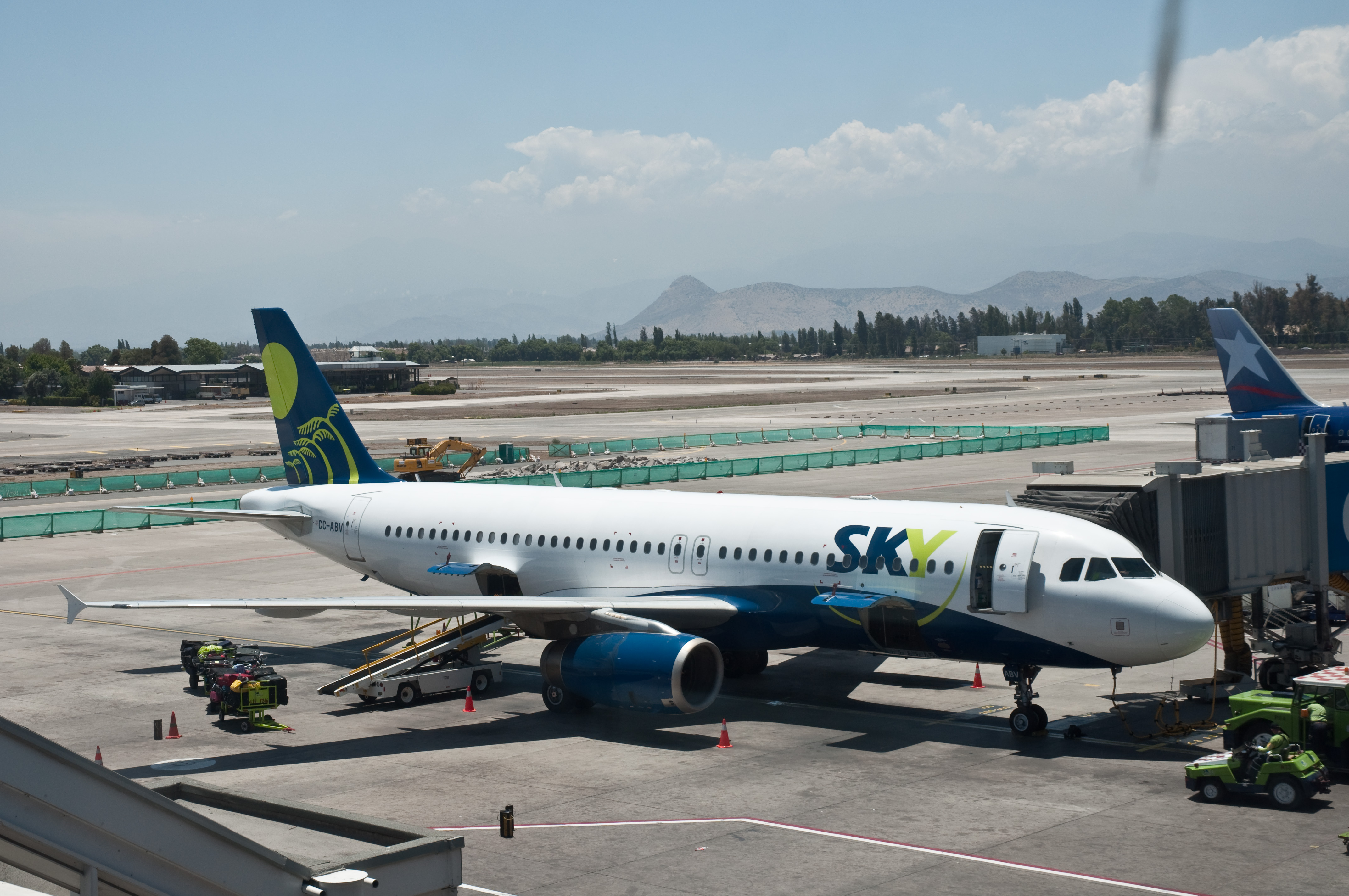
Airbus A320 авіакомпанії Sky Airline в міжнародному аеропорту імені коммодора Артуро Меріно Бенітеса, 2010 рік

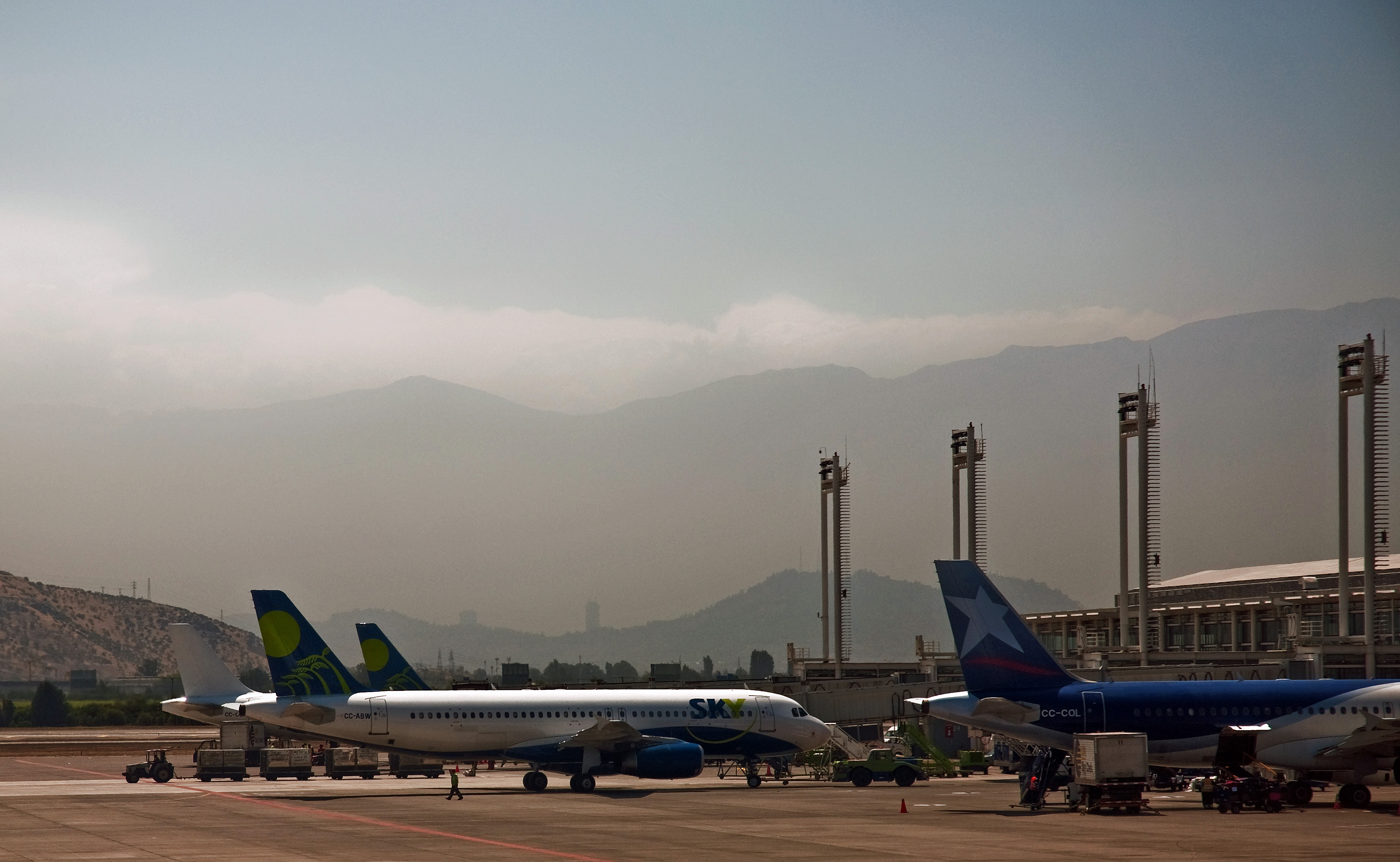
Літаки авіакомпанії біля терміналу міжнародного аеропорту Сантьяго

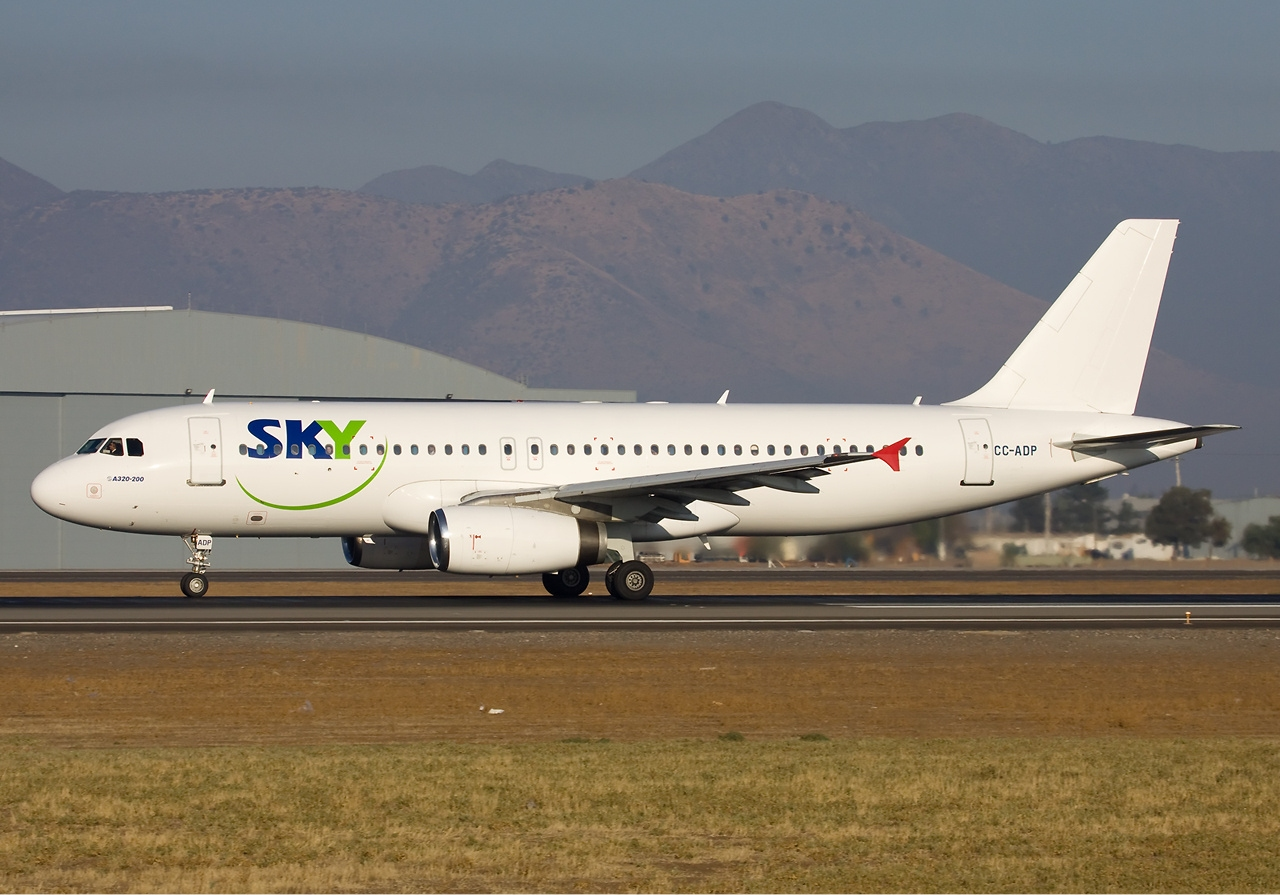
Руління Airbus A320 авіакомпанії в міжнародному аеропорту Сантьяго, 2010 рік

| Країна    | Місто          | Аеропорт                                                    |
| --------- | -------------- | ----------------------------------------------------------- |
| Аргентина | Буенос-Айрес   | міжнародний аеропорт імені міністра Пістаріні               |
| Болівія   | Ла-Пас         | международный аэропорт Ла-Пас                               |
| Бразилія  | Флоріанополіс  | міжнародний аеропорт Флоріанополіс (сезонні)                |
| Бразилія  | Сан-Паулу      | Міжнародний аеропорт Сан-Паулу-Гуарульюс                    |
| Перу      | Арекіпа        | міжнародний аеропорт Арекіпа                                |
| Перу      | Ліма           | міжнародний аеропорт імені Хорхе Чавеса                     |
| Чилі      | Аріка          | міжнародний аеропорт Аріка                                  |
| Чилі      | Ікіке          | міжнародний аеропорт Ікіке                                  |
| Чилі      | Калама         | міжнародний аеропорт Калама                                 |
| Чилі      | Антофагаста    | міжнародний аеропорт Антофагаста                            |
| Чилі      | Копіапо        | аеропорт Копіапо                                            |
| Чилі      | Ла-Серена      | аеропорт Ла-Серена                                          |
| Чилі      | Сантьяго       | міжнародний аеропорт імені коммодора Артуро Меріно Бенітеса |
| Чилі      | Консепсьйон    | міжнародний аеропорт Консепсьйон                            |
| Чилі      | Темуко         | аеропорт Темуко                                             |
| Чилі      | Пукон          | аеропорт Пукон (сезонні)                                    |
| Чилі      | Вальдівія      | аэропорт Вальдивия                                          |
| Чилі      | Пуерто-Монт    | аеропорт Пуерто-Монт                                        |
| Чилі      | Бальмаседа     | аеропорт Бальмаседа                                         |
| Чилі      | Ель-Сальвадор  | аеропорт Ель-Сальвадор                                      |
| Чилі      | Пуерто-Наталес | аеропорт Пуерто-Наталес (сезонні)                           |
| Чилі      | Пунта-Аренас   | міжнародний аеропорт Пунта-Аренас                           |

## Флот
У липні 2013 року повітряний флот авіакомпанії Sky Airline складали наступні літаки середнім віком у 11,6 року:
До 2018 року авіакомпанія планує збільшити парк літаків до 25 одиниць.

### Раніше в експлуатації

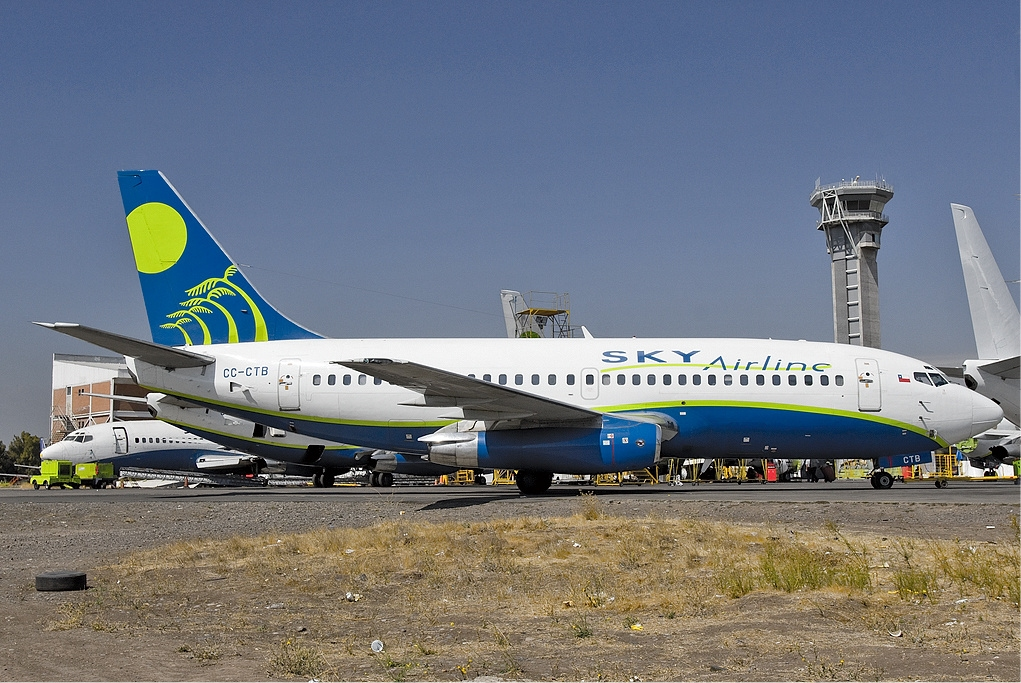
Boeing 737—200 авіакомпанії в міжнародному аеропорту Сантьяго, 2008 рік

З початку своєї діяльності Sky Airline експлуатувала флот, що складалися тільки з літаків Boeing 737. Перший Airbus A320 вступив в компанію в 2011 році, і через три роки всі лайнери B737 були замінені на літаки виробництва концерну Airbus.
| Тип літака              | Введення в експлуатацію | Виведення з експлуатації |
| Boeing 737—200 Advanced | 2001                    | 2013                     |
| Boeing 737—300          | 2008                    | 2008                     |